# Eokingdonella bayanharensis
Eokingdonella bayanharensis är en insektsart som beskrevs av Huo, K. 1995. Eokingdonella bayanharensis ingår i släktet Eokingdonella och familjen gräshoppor. Inga underarter finns listade i Catalogue of Life.